# Variichthys
Variichthys är ett släkte av fiskar. Variichthys ingår i familjen Terapontidae.
Kladogram enligt Catalogue of Life:
| Variichthys | \| \| Variichthys jamoerensis \| \| \| \| \| \| Variichthys lacustris \| \| \| \| |
|             | \| \| Variichthys jamoerensis \| \| \| \| \| \| Variichthys lacustris \| \| \| \| |
|             | Amniataba                                                                         |
|             |                                                                                   |
|             | Bidyanus                                                                          |
|             |                                                                                   |
|             | Hannia                                                                            |
|             |                                                                                   |
|             | Hephaestus                                                                        |
|             |                                                                                   |
|             | Lagusia                                                                           |
|             |                                                                                   |
|             | Leiopotherapon                                                                    |
|             |                                                                                   |
|             | Mesopristes                                                                       |
|             |                                                                                   |
|             | Pelates                                                                           |
|             |                                                                                   |
|             | Pelsartia                                                                         |
|             |                                                                                   |
|             | Pingalla                                                                          |
|             |                                                                                   |
|             | Rhynchopelates                                                                    |
|             |                                                                                   |
|             | Scortum                                                                           |
|             |                                                                                   |
|             | Syncomistes                                                                       |
|             |                                                                                   |
|             | Terapon                                                                           |
|             |                                                                                   |
|             | Variichthys jamoerensis                                                           |
|             |                                                                                   |
|             | Variichthys lacustris                                                             |
|             |                                                                                   |

|  | Variichthys jamoerensis |
|  |                         |
|  | Variichthys lacustris   |
|  |                         |